# Eckl
Eckl is een historisch Duits merk van motorfietsen.
De bedrijfsnaam was: Ing. Hugo Eckl, Motorfahrzeugenbau in Augsburg.
Eckl begon in 1923 met de productie van clip-on motoren voor fietsen, maar maakte in 1924 een complete motorfiets met een eigen 198cc-tweetaktmotor. Er waren echter in die tijd honderden kleine producenten van motorfietsen die zich bijna zonder uitzondering richtten op klanten die een goedkoop vervoermiddel zochten. Dat zorgde voor een enorme concurrentie, die de meesten niet overleefden. In 1925 verdwenen al ruim 150 merken van de markt, maar Hugo Eckl hield het vol tot in 1926. Toen moest ook hij de productie staken.